# Segmentanalyse
Segmentanalyse eller klyngeanalyse er en kvantitativ, statistisk metode brugt til at lede efter mønstre i datasæt, hvor målet er systematisk at inddele populationen i segmenter, dvs. klynger eller grupper. Segmentanalysen findes både inden for datalogien og den videnskabelige metodelitteratur herunder naturvidenskabelig og samfundsvidenskabelig forskning.
Metoden er ofte anvendt inden for sociologien, især kultursociologien. Den franske sociolog Pierre Bourdieus kvantitative feltanalyser analyser er et eksempel på brugen af segmentanalyser. I dansk regi er Minerva-modellen et kendt eksempel på en hyppigt anvendt segmentanalyse. Modellen er udviklet af den danske sociolog og senere hen politiker Henrik Dahl, og den inddeler den danske befolkning i fire klynger baseret på to skalaer: På den ene akse måles et individs placering mellem polerne "moderne" og "traditionel" og på den anden "pragmatisk" og "idealistisk". Segmentanalyser anvendes ofte i forbindelse med afsætning og markedsføring, da segmentanalyser kan overskueliggøre målgrupperne. I de senere år er der kommet en personlighedspsykografisk segmentanalyse. Det er livsstilssegmenter som er baseret på emotionelle præferencer kaldet emotionelle kundetyper.[kilde mangler]